# Emmanuel Gigliotti
Emmanuel Gigliotti (Buenos Aires, 1987. május 20. –) argentin labdarúgó, a Nacional játékosa.

## Pályafutása
Gigliotti 2017-ben Copa Sudamericana győztes volt az argentin Independiente csapatával. Az argentin válogatottban csak egyszer lépett pályára 2011-ben a brazil válogatott ellen, 0–0-ra végződött barátságos mérkőzésen. 2019 óta a mexikói Deportivo Toluca csapatát erősíti.

## Külső hivatkozások
- Ismertetője a transfermarkt.de honlapján